# Deutsche Postbank
Postbank – eine Niederlassung der Deutsche Bank Aktiengesellschaft is een Duitse bank.

## Activiteiten
Deutsche Postbank is met 14 miljoen klanten een van de grotere financiële dienstverleners in Duitsland. Het richt de diensten vooral op particulieren en kleine tot middelgrote bedrijven. Het balanstotaal bedroeg 155 miljard euro per jaareinde 2014.

## Geschiedenis
De Deutsche Postbank is ontstaan vanuit de Deutsche Bundespost, een staatsbedrijf van de Bondsrepubliek Duitsland. Op 1 juli 1989 werd de Bundespost opgesplitst in drie divisies, waaronder de Deutsche Bundespost Postbank. Na de Duitse hereniging in 1990 werden de bankactiviteiten van de Deutsche Post van de DDR ondergebracht in de Postbank van de Bundespost. Op 1 januari werd de Deutsche Postbank geprivatiseerd en omgezet in een naamloze vennootschap. In 1999 nam de Deutsche Post AG de aandelen van de Postbank over van de Bondsrepubliek.
Per eind 2014 was 97% van de aandelen in handen van Deutsche Bank. De overige aandelen staan nog op diverse Duitse beurzen genoteerd. In april 2015 besloot Deutsche Bank het hele belang in de Postbank te gaan verkopen.